# Cambridgea inaequalis
Cambridgea inaequalis är en spindelart som beskrevs av A. David Blest och Vink 2000. Cambridgea inaequalis ingår i släktet Cambridgea och familjen Stiphidiidae. Inga underarter finns listade.